# ハードジャッカー/標高10,000フィートの死闘!
『ハードジャッカー/標高10,000フィートの死闘!』（ひょうこういちまんフィートのしとう、原題：Crackerjack）は、1994年に公開されたカナダの映画。
続編としてジャック･ワイルド役をジャッジ・ラインホルドに交代させた『クラッカージャック』と、ボー・スヴェンソン主演の『クラッカージャック2』が製作された。

## ストーリー
2年前におとり捜査官としてある組織に潜入していたジャック・ワイルドは、潜入がばれて妻と2人の子供が殺された。それから彼は酒びたりの生活を送り、兄のマイクたちが励まそうとするが彼は2年前の出来事を引きずり続けていた。
兄夫婦のマイクとアニーはジャックに休養を取らせ、ロッキー山脈にある氷河に囲まれたリゾートホテルへの旅行に行く。だがジャックは乗り気ではなく、バーで普段どおり酒ばかり飲んでいたが、ツアーガイドのK.Cという女性と知り合い、話すうちに打ち解けていった。ツアー後のディナー会場で、ジャックはK.Cとダンスをしていた。ホテルにはマフィアのボス、ソニー･ラロッソとその甥マリオが来ていた。マリオはジャックの妻らを殺すよう命令した人物だった。ジャックはマリオを見つけると殴りかかり、何も知らないマイクたちに静止されそのまま彼は部屋に戻った。その後、ホテルにイヴァン･ゲッツ率いる武装集団が乗り込み、ホテルの客を人質にして篭城する。武装集団の目的は、ラロッソがバチカンの法王に渡す予定のダイヤモンドだった。マリオは叔父を裏切り、イヴァンに密告していたがラロッソはダイヤを持っていなかった。叔父の話を聞いたマリオは改心し、イヴァンに刃向かうが射殺される。
ジャックは1人で敵と戦い海兵隊に救助信号を送った。やがてヘリがホテルに来たがイヴァンらによって撃墜される。それを知ったジャックは、無線機で海兵隊のハーディ大佐に助けを求める。その後、ダイヤモンドを渡すと嘘をつきイヴァンに取引を持ちかける。待ち合わせ場所に来たイヴァンに銃を向けるが、イヴァンはロープウェイに爆弾を仕掛けたことを話す。そのことを軍隊に知らせに行くが、銃を持っていたため武装集団と間違われ銃撃される。ロープウェイが起爆装置を通ったとき爆弾が爆発し、軍隊は全滅してしまう。イヴァンはジャックの身元を知り、マイクたちを人質に取る。医療室に来たジャックは怪我を治療していると、氷河を研究しているオリヴァー・グリーン教授に会う。教授はイヴァンらが氷河を爆破し、ホテルごと証拠を隠滅しようとしていることを聞かされる。バーに行ったジャックは、イヴァンと鉢合わせし兄のマイクに銃を突きつけダイヤを渡すよう言ってきた。ダイヤを受け取ったイヴァンはジャックを撃つが、盾になったマイクに当たる。マイクが死ぬ瞬間を見せるため、イヴァンはジャックを見逃す。しかし、マイクはジャックから取り上げたスキットルを内ポケットに入れていたため無傷だった。そこにK.Cが駆けつけ3人で倉庫にショットガンを取りに行く。
イヴァンは、思想が違う部下のレックスとアレックスを殺すようステファンに言うが、ステファンは逆らいイヴァンに撃たれる。ジャックは武装集団を迎えに来たヘリをわざと違う場所に誘導し、ヘリを墜落させる。イヴァンが2年前に妻と子供を殺した犯人だと確信していたジャックは、決着をつけようとするが隙を突かれ銃を奪われる。そのとき、生きていたステファンがイヴァンを取り押さえジャックを逃がす。ジャックが逃げた後、イヴァンはステファンにとどめを刺すが、氷河が爆破され彼はホテルごと雪にのまれる。ジャックは教授と洞窟に逃げ込み生還する。そしてK.Cから本名がカトリア・コスロフスカであることを打ち明けられ、2人で出口に向かっていった。

## キャスト
| 役名                     | 俳優                         | 日本語吹替        | 日本語吹替             |
| 役名                     | 俳優                         | VHS版             | テレビ朝日版           |
| ------------------------ | ---------------------------- | ----------------- | ---------------------- |
| ジャック・ワイルド       | トーマス・イアン・グリフィス | 江原正士          | 大塚芳忠               |
| K.C                      | ナスターシャ・キンスキー     | 榊原良子          | 田中敦子               |
| イヴァン・ゲッツ         | クリストファー・プラマー     | 小林修            | 坂口芳貞               |
| ソニー・ラロッソ         | ジョージ・トーリアトス       | 上田敏也          | 納谷悟朗               |
| アニー                   | リサ・バンティング           | 泉晶子            | 叶木翔子               |
| マイク・ワイルド         | リチャード・サリ             | 仲野裕            | 牛山茂                 |
| モーレー                 | ウィリアム・S・テイラー      | 塚田正昭          | 小島敏彦               |
| マリオ                   | フランク・カッシーニ         | 成田剣            | 大滝進矢               |
| オリヴァー・グリーン教授 | フランク・C・ターナー        | 小島敏彦          | 水野龍司               |
| アレックス               | ドロシー・フェア             | 湯屋敦子          | 藤生聖子               |
| ステファン               | ウラジミール・クリッチ       | 田中正彦          | 谷口節                 |
| クラフト                 | アレックス・ディアカン       | 辻つとむ          | 室園丈裕               |
| レックス                 | スコット・マクニール         | 天田益男          | 大黒和広               |
| スパークス               | ダグラス・アーサーズ         | 田中亮一          | 秋元羊介               |
| ハーディ大佐             | ダンカン・フレイザー         | 小島敏彦          | 原田一夫               |
| ジャクソン               | トム・ピケット               | 宝亀克寿          | 伊井篤史               |
| キャロライン・ワイルド   | スージー・ヨアキム           | 松下亜紀          | 喜田あゆ美             |
| 無線の声                 | 無線の声                     | 紗ゆり            | 渡辺美佐               |
| その他                   |                              |                   | 古田信幸               |
| スタッフ                 |                              |                   |                        |
| 演出                     | 演出                         | 松川陸            | 清水勝則               |
| 翻訳                     | 翻訳                         | 平田勝茂          | 日笠千晶               |
| 効果                     | 効果                         |                   | 南部満治               |
| 調整                     | 調整                         | 金谷和美 山下裕康 | 長井利親               |
| プロデューサー           | プロデューサー               | 内田正仁          | 福吉健 高橋由佳        |
| 解説                     | 解説                         | N/A               | 淀川長治               |
| 制作                     | 制作                         | プロセンスタジオ  | ザック・プロモーション |

テレビ朝日版の初回放送は1996年8月4日放送の『日曜洋画劇場』。

## スタッフ
- 監督：マイケル・マゾー
- 製作：ロイド・A・シマンドル、アレックス・ウルフ
- 製作総指揮：ゲイリー・デルフィナー、ロバート・シグマン、A・ウィリアム・スミス、ジェームズ・R・ウェストウェル
- 脚本：マイケル・バファロ、ジョナス・カステル
- 音楽：ピーター・アレン
- 撮影：ダニー・ノワク
- 編集：リチャード・ベンウィック